# Liste der Kulturdenkmäler in Friedewald (Hessen)
Die folgende Liste enthält die in der Denkmaltopographie ausgewiesenen Kulturdenkmäler auf dem Gebiet  der Gemeinde Friedewald, Landkreis Hersfeld-Rotenburg, Hessen.
Hinweis: Die Reihenfolge der Denkmäler in dieser Liste orientiert sich zunächst an Ortsteilen und anschließend der Anschrift, alternativ ist sie auch nach der Bezeichnung oder der Bauzeit sortierbar.
Kulturdenkmäler werden fortlaufend im Denkmalverzeichnis des Landes Hessen durch das Landesamt für Denkmalpflege Hessen auf Basis des Hessischen Denkmalschutzgesetzes (HDSchG) geführt. Die Schutzwürdigkeit eines Kulturdenkmals hängt nicht von der Eintragung in das Denkmalverzeichnis des Landes Hessen oder der Veröffentlichung in der Denkmaltopographie ab.

Das Vorhandensein oder Fehlen eines Objekts in dieser Liste ist keine rechtsverbindliche Auskunft darüber, ob es Kulturdenkmal ist oder nicht: Diese Liste entspricht möglicherweise nicht dem aktuellen Stand der offiziellen Denkmaltopographie. Diese ist für Hessen in den entsprechenden Bänden der Denkmaltopographie Bundesrepublik Deutschland und im Internet unter DenkXweb – Kulturdenkmäler in Hessen einsehbar. Auch diese Quellen sind, obwohl sie durch das Landesamt für Denkmalpflege Hessen aktualisiert werden, nicht immer aktuell, da es im Denkmalbestand immer wieder Änderungen gibt.
Eine verbindliche Auskunft erteilt allein das Landesamt für Denkmalpflege Hessen.
Nutze diese Kartenansicht, um Koordinaten in der Liste zu setzen. In dieser Kartenansicht sind Kulturdenkmale ohne Koordinaten mit einem roten bzw. orangen Marker dargestellt und können in der Karte gesetzt werden. Kulturdenkmale ohne Bild sind mit einem blauen bzw. roten Marker gekennzeichnet, Kulturdenkmale mit Bild mit einem grünen bzw. orangen Marker.

## Friedewald
| Bild                                  | Bezeichnung                                       | Lage | Beschreibung                                      | Bauzeit                            | Daten |
| ------------------------------------- | ------------------------------------------------- | --- | ------------------------------------------------- | ---------------------------------- | ----- |
| Bild gesucht BW                       | Gesamtanlage Friedewald                           | Friedewald Lage                                                                                          |                                                   |                                    |       |
| weitere Bilder                        | Hofreite Alte Hersfelder Straße 1                 | Friedewald, Alte Hersfelder Straße 1 LageFlur: 14, Flurstück: 4/8                                        |                                                   | um 1800                            |       |
| weitere Bilder                        | Hakenhof Alte Hersfelder Straße 2                 | Friedewald, Alte Hersfelder Straße 2 LageFlur: 14, Flurstück: 42/3                                       |                                                   | Zweite Hälfte 18. Jahrhundert      |       |
| weitere Bilder                        | Hofanlage Alte Hersfelder Straße 14               | Friedewald, Alte Hersfelder Straße 14 LageFlur: 13, Flurstück: 42                                        |                                                   | um 1800                            |       |
| Traufenhaus Alte Hersfelder Straße 19 | Traufenhaus Alte Hersfelder Straße 19             | Friedewald, Alte Hersfelder Straße 19 LageFlur: 13, Flurstück: 27/1                                      |                                                   |                                    |       |
| weitere Bilder                        | Wohn-Wirtschaftsgebäude Alte Hersfelder Straße 22 | Friedewald, Alte Hersfelder Straße 22 LageFlur: 13, Flurstück: 102/33                                    |                                                   | Spätes 18. Jahrhundert             |       |
| weitere Bilder                        | Hofreite Große Hohle 4                            | Friedewald, Große Hohle 4 LageFlur: 14, Flurstück: 43/4                                                  |                                                   | Zweite Hälfte 18. Jahrhundert      |       |
| weitere Bilder                        | Rähmbau Hauptstraße 2                             | Friedewald, Hauptstraße 2 LageFlur: 15, Flurstück: 12/2                                                  |                                                   | 1849                               |       |
| Rähmbau Hauptstraße 3                 | Rähmbau Hauptstraße 3                             | Friedewald, Hauptstraße 3 LageFlur: 15, Flurstück: 141/2                                                 |                                                   | 1040er Jahre                       |       |
| weitere Bilder                        | Wohn-Wirtschaftsgebäude Hauptstraße 4             | Friedewald, Hauptstraße 4 LageFlur: 15, Flurstück: 14/4                                                  |                                                   | um 1900                            |       |
| weitere Bilder                        | Rähmbau Hauptstraße 9                             | Friedewald, Hauptstraße 9 LageFlur: 15, Flurstück: 133/2                                                 |                                                   | nach 1820                          |       |
| weitere Bilder                        | Stockwerksbau Hauptstraße 11                      | Friedewald, Hauptstraße 11 LageFlur: 15, Flurstück: 131/1                                                |                                                   | 1866                               |       |
| weitere Bilder                        | Wohnhaus Hauptstraße 13                           | Friedewald, Hauptstraße 13 LageFlur: 15, Flurstück: 131/1                                                |                                                   |                                    |       |
| Wohnhaus Hauptstraße 24               | Wohnhaus Hauptstraße 24                           | Friedewald, Hauptstraße 24 LageFlur: 15, Flurstück: 36/1                                                 |                                                   | Mitte 19. Jahrhundert              |       |
| Bild gesucht BW                       | Traufenhaus Hauptstraße 29                        | Friedewald, Hauptstraße 29 LageFlur: 15, Flurstück: 115/2                                                |                                                   | Mitte 19. Jahrhundert              |       |
| Bild gesucht BW                       | Rähmbau Hauptstraße 31                            | Friedewald, Hauptstraße 31 LageFlur: 15, Flurstück: 112/1                                                |                                                   | 18. Jahrhundert                    |       |
| Bild gesucht BW                       | Wohnhaus Hauptstraße 37                           | Friedewald, Hauptstraße 37 LageFlur: 15, Flurstück: 106/1                                                |                                                   |                                    |       |
| Wohnhaus Hönebacher Straße 16         | Wohnhaus Hönebacher Straße 16                     | Friedewald, Hönebacher Straße 16 LageFlur: 15, Flurstück: 86/2                                           |                                                   | 1825                               |       |
| weitere Bilder                        | Wohnhaus Kirchpfad 1                              | Friedewald, Kirchpfad 1 LageFlur: 15, Flurstück: 112/1                                                   |                                                   | Mitte 19. Jahrhundert              |       |
| Bild gesucht BW                       | Wohn-Wirtschaftsgebäude Losenholz 5               | Friedewald, Losenholz 5 LageFlur: 13, Flurstück: 6                                                       |                                                   | Zweite Hälfte des 18. Jahrhunderts |       |
| Ehemalige Schule                      | Ehemalige Schule                                  | Friedewald, Motzfelder Straße 5 LageFlur: 14, Flurstück: 169/54                                          |                                                   | Zweite Hälfte des 19. Jahrhunderts |       |
| Evangelische Pfarrkirche              | Evangelische Pfarrkirche                          | Friedewald, Motzfelder Straße 7 LageFlur: 14, Flurstück: 55 + 56/3                                       | Evangelische Pfarrkirche und Kriegerdenkmal       | 1746                               |       |
| Rähmbau Motzfelder Straße 16          | Rähmbau Motzfelder Straße 16                      | Friedewald, Motzfelder Straße 16 LageFlur: 14, Flurstück: 97                                             |                                                   | 18. Jahrhundert                    |       |
| weitere Bilder                        | Ehemaliges Brauhaus                               | Friedewald, Motzfelder Straße 17 LageFlur: 14, Flurstück: 63/1                                           |                                                   |                                    |       |
| Bild gesucht BW                       | Wohnhaus Motzfelder Straße 21                     | Friedewald, Motzfelder Straße 21 LageFlur: 13, Flurstück: 65/1                                           |                                                   | Spätes 19. Jahrhundert             |       |
| Bild gesucht BW                       | Hofreite Motzfelder Straße 22                     | Friedewald, Motzfelder Straße 22 LageFlur: 13, Flurstück: 69/5                                           |                                                   | um 1800                            |       |
| Bild gesucht BW                       | Rähmbau Mühlwiese 1                               | Friedewald, Mühlwiese 1 LageFlur: 13, Flurstück: 56/1                                                    |                                                   | Spätes 18. Jahrhundert             |       |
| weitere Bilder                        | Wasserburg                                        | Friedewald, Schlossplatz LageFlur: 14, Flurstück: 73/3                                                   |                                                   | 11. Jahrhundert                    |       |
| Bild gesucht BW                       | Ehemaliges Schloss, Nordflügel                    | Friedewald, Schlossplatz 1 LageFlur: 14, Flurstück:                                                      |                                                   | 1550                               |       |
| weitere Bilder                        | Ehemaliges Schloss, Südflügel mit Brunnen         | Friedewald, Schlossplatz 2, 3, 4 LageFlur: 14, Flurstück:                                                |                                                   | 1550                               |       |
| Haupthaus und Scheune Schlossstraße 1 | Haupthaus und Scheune Schlossstraße 1             | Friedewald, Schlossstraße 1 LageFlur: 13, Flurstück: 57                                                  |                                                   | Mittleres 18. Jahrhundert          |       |
| Bild gesucht BW                       | Heiligenmühle                                     | Friedewald, Außerhalb der Ortslage LageFlur: 3, Flurstück: 13                                            |                                                   | 1702                               |       |
| Bild gesucht BW                       | Herrmannshof/Rote Mühle                           | Friedewald, Außerhalb der Ortslage LageFlur: 1, Flurstück: 42/5                                          |                                                   | 1714                               |       |
| Ruine Hammundeseiche                  | Ruine Hammundeseiche                              | Friedewald, Außerhalb der Ortslage LageFlur: 32, Flurstück:                                              | ehemalige Kirche                                  | 1141                               |       |
| weitere Bilder                        | Nadelöhr und Opferstock                           | Friedewald, Außerhalb der Ortslage an der Straße nach Hönebach bei KM 5 LageFlur: 29, Flurstück:         | Sandsteindenkmal                                  | 1561                               |       |
| Bild gesucht BW                       | Meilenstein 286                                   | Friedewald, Außerhalb der Ortslage an der Straße nach Bad Hersfeld an der Zufahrt zur Heiligenmühle Lage | Sandsteinstele Cassel 11 Meilen, Hersfeld 1 Meile |                                    |       |

## Hillartshausen
| Bild            | Bezeichnung                              | Lage                                                        | Beschreibung | Bauzeit   | Daten |
| --------------- | ---------------------------------------- | ----------------------------------------------------------- | ------------ | --------- | ----- |
| Bild gesucht BW | Evangelische Kirche                      | Hillartshausen, Am Eisfeld 2 LageFlur: 3, Flurstück: 22/1   |              | 1924/25   |       |
| Bild gesucht BW | Haupthaus einer Hofanlage Am Eisfeld 6   | Hillartshausen, Am Eisfeld 6 LageFlur: 3, Flurstück: 15/2   |              | nach 1820 |       |
| Bild gesucht BW | Wohnwirtschaftsgebäude Am Eisfeld 9      | Hillartshausen, Am Eisfeld 9 LageFlur: 3, Flurstück: 58/4   |              | 1868      |       |
| Bild gesucht BW | Vierseithof Am Kronenhof 2               | Hillartshausen, Am Kronenhof 2 LageFlur: 3, Flurstück: 35/2 |              | 1774      |       |
| Bild gesucht BW | Haupthaus einer Hofanlage Am Kronenhof 4 | Hillartshausen, Am Kronenhof 4 LageFlur: 3, Flurstück: 36/1 |              | 1899      |       |
| Bild gesucht BW | 2 Sandstein-Torpfosten                   | Hillartshausen, Am Kronenhof 6 LageFlur: 3, Flurstück: 37/6 |              | 1822      |       |
| Bild gesucht BW | Dreiseithof Am Kronenhof 8               | Hillartshausen, Am Kronenhof 8 LageFlur: 3, Flurstück: 39/1 |              | 1860      |       |
| Bild gesucht BW | Vierseithof Am Scheunenrod 1             | Hillartshausen, Am Scheunenrod 1 LageFlur: 3, Flurstück: 42 |              | 1804      |       |

## Lautenhausen
| Bild            | Bezeichnung                                                                     | Lage                                                           | Beschreibung | Bauzeit                            | Daten |
| --------------- | ------------------------------------------------------------------------------- | -------------------------------------------------------------- | ------------ | ---------------------------------- | ----- |
| Bild gesucht BW | Vierseithof Am Dorfbrunnen 1                                                    | Lautenhausen, Am Dorfbrunnen 1 LageFlur: 6, Flurstück: 66/2    |              | 1867                               |       |
| Bild gesucht BW | Rähmbau Am Dorfbrunnen 2                                                        | Lautenhausen, Am Dorfbrunnen 2 LageFlur: 6, Flurstück: 105/1   |              | 1792                               |       |
| Bild gesucht BW | Haupthaus und rückseitiger Wirtschaftsanbau eines Vierseithofs Am Dorfbrunnen 4 | Lautenhausen, Am Dorfbrunnen 4 LageFlur: 6, Flurstück: 90/1    |              | 1813                               |       |
| Bild gesucht BW | Vierseithof Am Dorfbrunnen 6                                                    | Lautenhausen, Am Dorfbrunnen 6 LageFlur: 6, Flurstück: 80/1    |              | 1901                               |       |
| Bild gesucht BW | Hofanlage Am Dorfbrunnen 8                                                      | Lautenhausen, Am Dorfbrunnen 8 LageFlur: 6, Flurstück: 78/1    |              | Spätes 18. Jahrhundert             |       |
| Bild gesucht BW | Ehemalige Stärkelsmühle                                                         | Lautenhausen, Am Stärkelsbach 11 LageFlur: 2, Flurstück: 170/1 |              | nach 1800                          |       |
| Bild gesucht BW | Rähmbau Auf der Röth 2                                                          | Lautenhausen, Auf der Röth 2 LageFlur: 6, Flurstück: 26/5      |              | 1805                               |       |
| Bild gesucht BW | Hofreite Dorfstraße 8                                                           | Lautenhausen, Dorfstraße 8 LageFlur: 6, Flurstück: 129/2       |              | 19. Jahrhundert                    |       |
| Bild gesucht BW | Hakenhof Dorfstraße 10                                                          | Lautenhausen, Dorfstraße 10 LageFlur: 6, Flurstück: 128/2      |              | 2829                               |       |
| Bild gesucht BW | Traufenhaus Dorfstraße 11                                                       | Lautenhausen, Dorfstraße 11 LageFlur: 6, Flurstück: 23/6       |              | Spätes 18. Jahrhundert             |       |
| Bild gesucht BW | Kopfbau Dorfstraße 14                                                           | Lautenhausen, Dorfstraße 14 LageFlur: 6, Flurstück: 115/4      |              | 1811                               |       |
| Bild gesucht BW | K2 Sandstein-Torpfosten                                                         | Lautenhausen, Dorfstraße 18 LageFlur: 6, Flurstück: 108/2      |              | 1775                               |       |
| Bild gesucht BW | Rähmbau Dorfstraße 23                                                           | Lautenhausen, Dorfstraße 23 LageFlur: 6, Flurstück: 46/2       |              | Zweite Hälfte des 19. Jahrhunderts |       |
| Bild gesucht BW | Hofreite Dorfstraße 25                                                          | Lautenhausen, Dorfstraße 25 LageFlur: 6, Flurstück: 49/6       |              | 2. Hälfte des 18. Jahrhunderts     |       |
| Bild gesucht BW | Hakenhof Dorfstraße 26                                                          | Lautenhausen, Dorfstraße 26 LageFlur: 6, Flurstück: 52/3       |              | 1831                               |       |

## Motzfeld
| Bild            | Bezeichnung                          | Lage                                                             | Beschreibung | Bauzeit                            | Daten |
| --------------- | ------------------------------------ | ---------------------------------------------------------------- | ------------ | ---------------------------------- | ----- |
| Bild gesucht BW | Evangelische Kirche                  | Motzfeld, Bachstraße 2 LageFlur: 7, Flurstück: 72/2 und 72/3     |              | 1734/35                            |       |
| Bild gesucht BW | Hofanlage Bachstraße 5               | Motzfeld, Bachstraße 5 LageFlur: 7, Flurstück: 39/1              |              | 1888                               |       |
| Bild gesucht BW | Hofanlage Bachstraße 7               | Motzfeld, Bachstraße 7 LageFlur: 7, Flurstück: 42/1              |              | um 1800                            |       |
| Bild gesucht BW | Dreiseithof Hofanlage Bachstraße 14  | Motzfeld, Bachstraße 14 LageFlur: 7, Flurstück: 50 und 51        |              | um 1800                            |       |
| Bild gesucht BW | Rähmbau Oststraße 1                  | Motzfeld, Oststraße 1 LageFlur: 7, Flurstück: 23/6               |              | 1875                               |       |
| Bild gesucht BW | Kriegerdenkmal                       | Motzfeld, Rhönstraße Ecke Ringweg LageFlur: 8, Flurstück: 242/21 |              | 1924                               |       |
| Bild gesucht BW | Fachwerkhaus Rhönstraße 24           | Motzfeld, Rhönstraße 24 LageFlur: 8, Flurstück: 34/1             |              | 1874                               |       |
| Bild gesucht BW | Traufenhaus Rhönstraße 28            | Motzfeld, Rhönstraße 28 LageFlur: 8, Flurstück: 31/1             |              | um 1800                            |       |
| Bild gesucht BW | Wohnhaus Rhönstraße 31               | Motzfeld, Rhönstraße 31 LageFlur: 7, Flurstück: 21/6             |              | 1811                               |       |
| Bild gesucht BW | Hofanlage Rhönstraße 35              | Motzfeld, Rhönstraße 35 LageFlur: 7, Flurstück: 103/67           |              | 1805                               |       |
| Bild gesucht BW | Hofanlage Rhönstraße 44              | Motzfeld, Rhönstraße 44 LageFlur: 8, Flurstück: 68/4             |              | Spätes 18. Jahrhundert             |       |
| Bild gesucht BW | Wohnhaus Triftsgarten 1              | Motzfeld, Triftsgarten 1 LageFlur: 8, Flurstück: 55/1            |              | Frühes 18. Jahrhundert             |       |
| Bild gesucht BW | Wohn-Wirtschaftsgebäude Weststraße 2 | Motzfeld, Weststraße 2 LageFlur: 8, Flurstück: 75/1              |              | Zweite Hälfte des 18. Jahrhunderts |       |